# Tussock

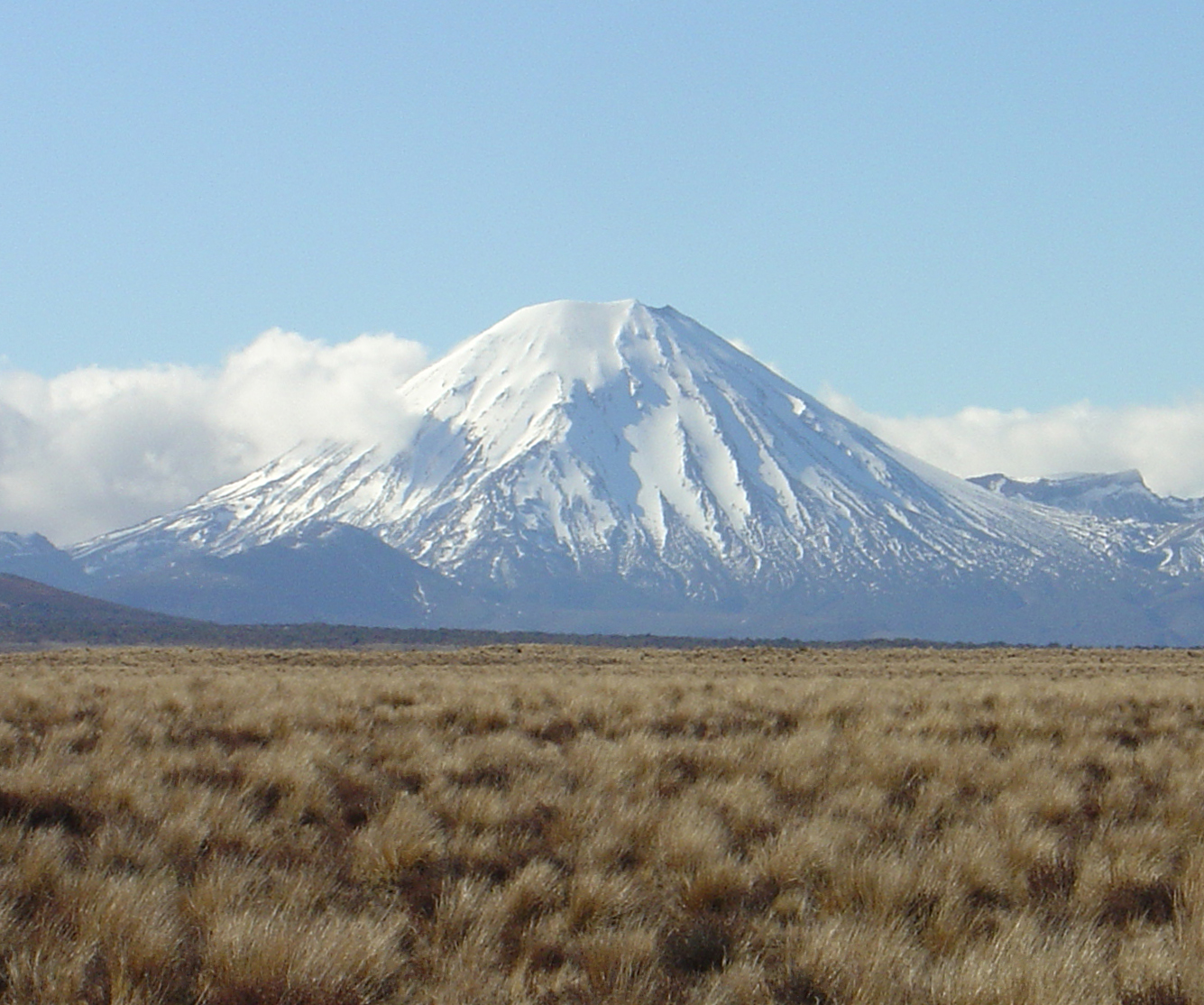
Tussock w pobliżu wulkanu Ngauruhoe

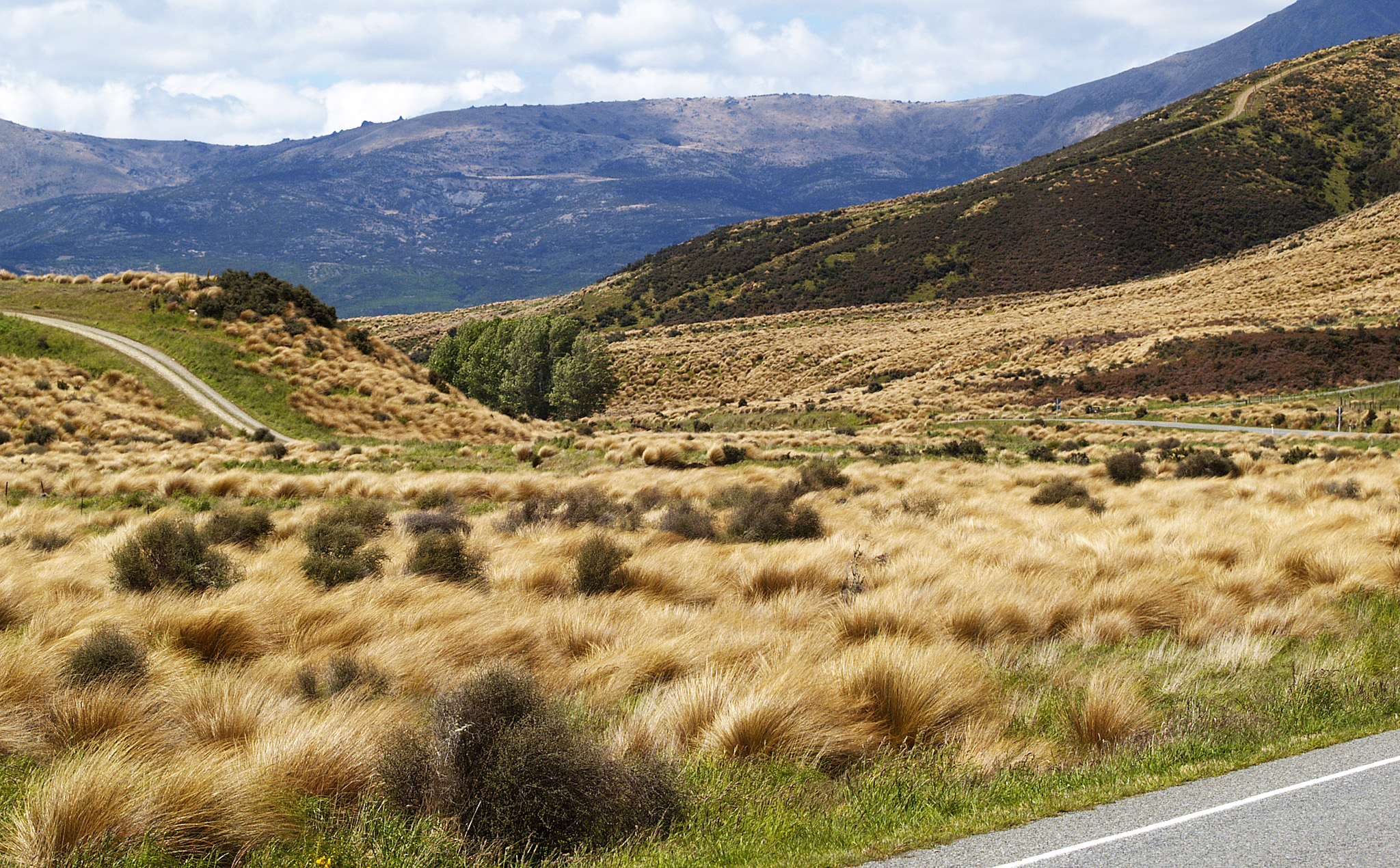
Tussock na Wyspie Południowej

Tussock (ang. tussock grassland) – formacja roślinna, zdominowana głównie przez trawy, przybierające formę kęp, tworzących rozległe i charakterystyczne krajobrazy. Występuje naturalnie w Australii i Nowej Zelandii (głównie na Wyspie Południowej), a także w Argentynie i na Falklandach. Tussock tworzą głównie gatunki traw z rodzajów Chionochloa, kostrzewa (Festuca), wiechlina (Poa) oraz przedstawiciel ciborowatych – turzyca (Carex). Formacja ta występuje na terenach otwartych, bardzo rzadko jest spotykana na terenach leśnych. Czasami tussock rozwija się na wydmach lub nadmorskich klifach, ale nie tworzy tam rozległych łąk.
Specyficzna forma wzrostu dominujących roślin pomaga przetrwać niekorzystne warunki ekologiczne, chroniąc i osłaniając wewnątrz kęp wrażliwe pędy. Ponadto kępy traw potrafią przetrwać pożary lepiej niż drzewa.

## Historia
Łąki tussock mają bogatą i zróżnicowaną faunę bezkręgowców, które przystosowały się do siedlisk łąkowych. Wynika z tego, że tussock jako formacja roślinna pojawiła się dawno temu.
W Nowej Zelandii łąki tussock obejmowały największą powierzchnię na początku XIX wieku. Wcześniej Maorysi wywoływali wiele pożarów, w których spłonęło wiele lasów, w wyniku czego powstały otwarte przestrzenie, idealne dla rozwoju formacji tussock. Później zaczęli osiedlać się Europejczycy, którzy oczyszczali ziemię dla rolnictwa. W tym czasie, łąki prawdopodobnie obejmowały około 31% powierzchni dzisiejszej Nowej Zelandii (około 83,7 tys. km²). W przeszłości hodowcy wypalali duże obszary roślinności tussock i zastępowali importowanymi gatunkami traw. Zachowane pozostałości tej formacji są uważane współcześnie za zasługujący na ochronę ekosystem.

## Podział roślinności tussock w Nowej Zelandii

### Tussock niski
Są to niskie kępy traw – zwykle mniej niż 50 cm. Rośnie głównie na mniejszych wysokościach. Te łąki są zdominowane przez gatunki Poa cita i Festuca novae-zelandiae. Często występuje na skrajach terenów krzewiastych i lasów. W 1840 roku na Nowej Zelandii typ ten stanowił około 44% użytków zielonych. Rosły one głównie w suchych regionach – części centralnej i wschodniej Wyspy Północnej, a także na Wyspie Południowej – w jej równinnej części oraz na mniejszych wysokościach na wschodnich stokach górskich.

### Tussock wysoki
Składa się z traw dorastających do 1,5 m. Murawy tussock są zdominowane przez trawy z rodzaju Chionochloa, którego większość gatunków jest endemiczna dla Nowej Zelandii. Są to między innymi gatunki C. rubra, C. flavescens, C. pallens, C. crassiuscula, C. oreophila, C. australis, C. rigida i C. macra.

## Tussock w Australii

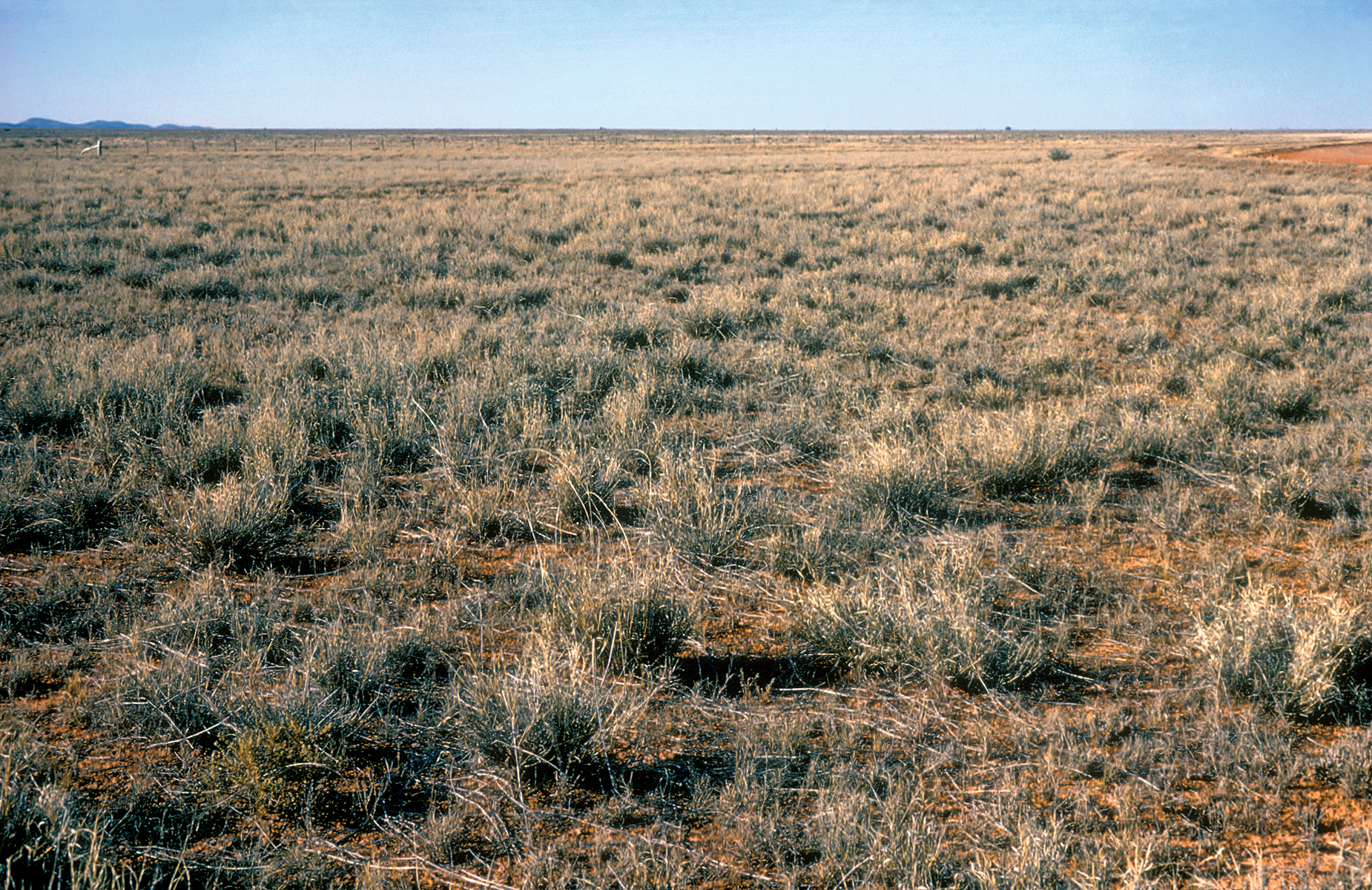
Tussock w pobliżu Alice Springs w środkowej części Australii

Tussock w Australii jest zdominowany przez rośliny z rodzajów Astrebla, Austrodanthonia, Austrostipa, Dicanthium, miłka (Eragrostis), wiechlina (Poa), Themeda, sorgo (Sorghum), Heteropogon, Ophiuros, ryż (Oryza) oraz Spinifex. Skład gatunkowy jest bardzo zróżnicowany i jest zależny od położenia geograficznego, rodzaju gleb czy rzeźby terenu. Rozciąga się od obszarów tropikalnych przez półpustynie po tereny klimatu umiarkowanego, wliczając cenne obszary pasterskie. Występuje głównie w zachodnim Queensland, środkowej części Terytorium Północnego oraz na całym obszarze Australii Południowej. Największy obszar znajduje się w stanie Queensland i obejmuje tereny o powierzchni 268 013 km². 
Łąki tussock przyciągają turystów malowniczym krajobrazem. Rozwój ekoturystyki doprowadził do większej świadomości potrzeby zarządzania tymi formacjami roślinnymi, aby umożliwić łatwy dostęp, jednocześnie chroniąc wartości, które przyciągają turystów. Wartość tych łąk dla społeczności tubylczych została szerzej doceniona stosunkowo niedawno. Łąki te zapewniają schronienie wielu gadom i małym torbaczom australijskim.

## Tussock w Argentynie
Występuje głównie w południowej Patagonii oraz na Ziemi Ognistej. Zdominowany jest przez gatunek Festuca gracillima. Kępy traw mogą dorastać nawet do 300 cm średnicy. Zasięg występowania tego gatunku się sukcesywnie zmniejsza wskutek wypasu owiec. Zmniejsza to dostępność paszy w zimie, różnorodność biologiczną i stabilność gruntu. W południowo-zachodniej części dominowały niegdyś zbiorowiska dwóch gatunków traw kępowych – Stipa brachychaeta i Stipa trichotoma. Ze względu na niską wartość pastewną tussock grassland – formacje te są zastępowane przez zbiorowiska z europejskimi trawami pastewnymi.

## Tussock na Falklandach
Tussock jest jedną z dominujących form krajobrazu na Falklandach. Trawy dorastają tam nawet do 2 m. Porastają teren, tworząc swoiste labirynty, które są idealnym schronieniem dla dużej liczby zwierząt. Są to między innymi ptaki z rodzaju Macronectes, pingwin magellański (Spheniscus magellanicus), Phalcoboenus australis, sępnik różowogłowy (Cathartes aura) oraz kaczki i gęsi.